# Mount Cohen
Mount Cohen ist ein 1765 m hoher Berg in der antarktischen Ross Dependency. Er ragt 10 km südwestlich des Mount Betty in der Herbert Range im Königin-Maud-Gebirge auf.
Der US-amerikanische Polarforscher Richard Evelyn Byrd entdeckte ihn im November 1929 bei seinem im Zuge mehrerer Flüge über das Gebiet bei der Byrd Antarctic Expedition (1928–1930). Byrd benannte den Berg nach dem US-amerikanischen Filmproduzenten Emanuel Cohen (1892–1977) von Paramount Pictures, der bei der Zusammenstellung der Filmaufnahmen über die Forschungsreise behilflich war.